# Joseph Turrin
Joseph Turrin (Clifton, New Jersey, 4 januari 1947) is een hedendaags Amerikaans componist, muziekpedagoog, dirigent en pianist.

## Levensloop
Turrin studeerde compositie aan de Eastman School of Music in Rochester (staat New York) en aan de Manhattan School of Music in de stad New York. Als dirigent werkte hij met vooraanstaande orkesten in de Verenigde Staten samen, zoals het Pittsburgh Symphony Orchestra, het Baltimore Symphony Orchestra, het New Orleans Symphony Orchestra, het Detroit Symphony Orchestra en het symfonieorkest van New Jersey. Met het laatstgenoemde orkest heeft hij ook solo-optredens als pianist verzorgd.
Hij was als componist en dirigent bezig voor film en theater. De lijst van werken voor film en televisie is erg lang. Hij schreef de opera's Feathertop, Love Games en The Barricade.
Als componist schreef hij werken voor alle genres en kreeg een groot aantal prijzen en onderscheidingen voor zijn composities. De lijst van orkesten en solisten, die zijn werken uitgevoerd hebben, is lang en leest zich als het "Who is Who".

## Composities

### Werken voor orkest

#### Symfonieën
- 1970 Symphony in Two Movements

#### Concerten voor instrumenten en orkest
- 1970 rev.1994 Elegy, voor trompet en strijkorkest
- 1985 Concerto, voor viool en orkest
- 1988 Concerto, voor trompet en orkest
- 1991 Concerto, voor fluit en orkest
  1. Movement
  2. Landscape
  3. Excursion
- 2001 Shanghai Concerto, voor piano en orkest

#### Andere orkestwerken
- 1967 rev.1989 Variations, voor strijkorkest
- 1985 Lullaby of Broadway, suite voor vocaal-solist, gemengd koor en orkest
- 1986 Suite, voor orkest
- 1987 Bagatelle, voor kamerorkest
- 1989 A New Life Overture uit de film "A New Life", voor orkest
- 1989 Fanfare for George Gershwin
- 1994 Civil War Suite, voor orkest 
  1. Into Battle
  2. Hymn
  3. The Charge
  4. Far From Thee
  5. Honor and Glory
- 1995 Modinha, voor kamerorkest
- 1995 When Tony Plays The Sax, voor spreker, altsaxofoon solo, jazz vocalisten, rhythm sectie en orkest - tekst: Gloria Nissenson
- 1996 Any Way You Play It-It's Music, voor spreker, zanger, cello solo, synthesizer, twee kinderen als acteuren/zangers en orkest - tekst:  Gloria Nissenson
- 1997 rev.1998 The Steadfast Tin Soldier, voor spreker en orkest - tekst: Hans Christian Andersen
- 1998 Two Gershwin Portraits, voor twee trompetten en orkest

### Werken voor harmonieorkest en brassband
- 1972 March and Choral, voor 4 trompetten, 2 hoorns, 4 trombones, 2 eufonia, tuba en slagwerk
- 1975 Festival Fanfare, voor 8 trompetten en slagwerk
- 1981 Structures, voor groot koper-ensemble
- 1982 Serenade Romantic, voor harmonieorkest
- 1983 Festival March, voor harmonieorkest
- 1983 TV Wizard, voor 4 trompetten, 4 trombones, piccolo, piano, bas en drums
- 1984 Serenade for Band, voor harmonieorkest
- 1985 Prologue, voor spreker en brassband
- 1985 Caprice, voor solo cornet en brassband
- 1985 Concertino, voor tuba en harmonieorkest
- 1986 Escapade, voor solo piccolo trompet en brassband
- 1987 Sadie Thompson, voor harmonieorkest
- 1987 Trilogy, voor brassband
- 1989 Caprice, voor trompet en brassband
- 1990 Arabesque, voor 2 Bes instrumenten en brassband
- 1995 Hope Alive, voor gemengd koor, piano en harmonieorkest - tekst: Heather Anne Stanig
- 1995 rev.1999 Faith in Tomorrow, voor gemengd koor, piano en harmonieorkest - tekst: Gloria Nissenson
- 1995 Two Sketches for Band, voor harmonieorkest
  1. Gettysburg Hymn
  2. Marching Song
- 1997 Soundings for Band, voor harmonieorkest 
  1. Ritual
  2. Reflections
  3. Ceremonial
- 1997 Hymn for Diana, voor brassband
- 1997 Jazzalogue No. 1, voor 3 trompetten, 4 hoorns, 3 trombones en tuba
- 1998 Chronicles, voor trompet en harmonieorkest 
  1. Prologue
  2. Lamantation
  3. Epilogue
- 1998 Zarabanda, voor solo xylofoon, marimba en harmonieorkest
- 1998 My Song of Songs, voor solo trompet en brassband
- 1999 Fandango, voor solo trompet, trombone en harmonieorkest
- 2001 Three Episodes, voor trompet en piano
- 2002 Hemispheres, voor harmonieorkest
  1. Genesis
  2. Earth Canto
  3. Rajas
- 2002 Quadrille, voor 3 trombones en harmonieorkest[1]
- 2003 Asterisum, voor 12 tot 16 trombones
- 2004 Lament, voor twee solo flügelhoorns en brassband
- 2004 Overture for Brass, voor brassband
- 2004 Illuminations, voor solo trombone en harmonieorkest (won de William D. Revelli Composition Contest)

### Muziektheater

#### Opera's
- 1976 Feathertop, 2 aktes - libretto: Bernard Stambler
- 1980 Love Games, 2 aktes - libretto: gebaseerd op het schouwspel "Reigen" van Arthur Schnitzler, boek: Len Auclair - teksten: Judy Spencer
- 1990 Frankie - libretto: George Abbott
- The Barricade

#### Schouwspel
- 1979 Veronicas Room - tekst: Ira Levin
- 2004 Yes, Virginia - tekst: Gloria Nissenson
- The Skin Of Our Teeth - tekst: Thornton Wilder

### Werken voor koor
- 1970 Three American Folk Songs, voor gemengd koor met piano
- 1970 Psalm 121, voor gemengd koor en piano
- 1970 Credo, voor mannenkoor - tekst: E. A. Robinson
- 2003 Hymn for Peace, voor gemengd korr, fluit, cello en piano - tekst: Arvid Morne

### Vocale muziek
- 2004 Your Love, voor sopraan en piano - tekst: Christina Marcum
- 2004 Lux Illustris (Light of Lights),  voor sopraan 1, sopraan 2, bariton, fluit, cello en piano

### Kamermuziek
- 1967 Two Pieces, voor klarinet en cello
- 1972 Aeolus, voor fluit en piano
- 1972 Caprice, voor trompet en piano
- 1972 Sonatina, voor klarinet en piano
- 1986 Sweet Liberty, voor koper-ensemble, fluit, piano, bas en drums
- 1988 Intrada, voor trompet en piano
- 1990 Riffs and Fanfares, voor strijktrio, klarinet, hoorn en piano
- 1991 Arcade, voor 2 fluiten/altfluit, 2 hobo's/althobo, altviool en cello
- 1994 Soundscapes, voor koperkwintet 
  1. Riffs
  2. Soliloquy
  3. Jive Dance
- 1994 Three Summer Dances, voor blazerskwintet
- 1995 Dedications, voor fluit en piano
- 1995 Solarium, voor trompet, hoorn, trombone, tuba en piano
- 1995 Two Portraits, voor flügelhoorn en piano
  1. Psalm
  2. Incantation
- 1995 Night Flight, voor fluit en piano
- 1995 Vision, voor fluit en piano
- 1997 Fanfare for Five, voor koperkwintet
- 1997 Festival Music for the Golden Pavilion, voor strijkkwartet, trompet, hoorn, trombone, bas en keyboard
- 2000 Four Miniatures,  voor trompet of flügelhoorn en piano
- 2004 Concert Piece No. 1, voor eufonium en piano
- Wedding Prelude, voor orgel, fluit, trompet, hoorn en harp

### Werken voor orgel
- 1988 Canticle

### Werken voor piano
- 1970 Children Suite
  1. Children's Song
  2. Song for my Doll
  3. Playing
  4. It's Raining - Waltz
  5. Going to the Park
- 1981-1989 Romantic Sketches
- 1987 Piano Suite
  1. March
  2. Siciliana
  3. Vocalise
  4. Fragment
  5. Nocturne
  6. Toccata
- 1988 Prelude
- 2003 Symmetries, voor twee piano's of piano vierhandig

### Filmmuziek
- 1978 Little Darlings
- 1985 Sadie Thompson
- 1986 Nightmare on Elm Street III
- 1987 Weeds
- 1987 Tough Guys Don't Dance
- 1988 A New Life
- Verna--USO Girl, televisie-serie